# Хейфец, Серхио
Серхио Хейфец (исп.  Sergio Chejfec; 28 ноября 1956, Буэнос-Айрес — 2 апреля 2022, Нью-Йорк) — аргентинский писатель.

## Биография
В 1990—2005 жил в Венесуэле, выпускал ежедневную газету Новое общество. В последнее время жил в Нью-Йорке, преподавал в Нью-Йоркском университете.

## Творчество
Автор рассказов, романов, эссе, выпустил также две книги стихов.

## Книги
- Неспешная биография / Lenta biografía (1990, роман)
- Moral (1990)
- El aire (1992)
- El llamado de la especie (1997)
- Cinco (1998, роман)
- Планеты / Los planetas (1999, роман; короткий список Премии за лучшую переводную книгу, 2013)
- Волчья пасть / Boca de lobo (2000, роман)
- Tres poemas y una merced (2002, стихи)
- Gallos y huesos (2003, стихи)
- Los incompletos (2004, роман)
- Плавающая точка / El punto vacilante (2005, эссе)
- Baroni: un viaje (2007, роман)
- Два моих мира / Mis dos mundos (2008, роман)
- Sobre Giannuzzi (2010, эссе о писателе)
- La experiencia dramática (2012)
- Hacia la ciudad eléctrica (2012)
- Modo linterna (2013, новеллы)

## Признание
Хейфеца сопоставляют с Зебальдом, Хандке, Кутзее. Его прозу высоко оценили Беатрис Сарло, Энрике Вила-Матас. Она переведена на английский, французский, немецкий, португальский, иврит.